# Manfred Paulus
Manfred Paulus (* 8. August 1943 in Münsingen) ist ein pensionierter deutscher Kriminalhauptkommissar. Er war bis 2003 im Bereich der Rotlichtkriminalität, des Frauen- und Kinderhandels und der Pädokriminalität tätig. Paulus ist Lehrbeauftragter an Aus- und Weiterbildungsstätten der Polizei des Bundes und der Länder zum Beispiel an der Hochschule für Polizei in Baden-Württemberg, Bayern, Niedersachsen und Sachsen-Anhalt. Zudem ist er Referent und Fachbuchautor zu den Routen und Mechanismen des Menschenhandels zum Zwecke der sexuellen Ausbeutung von Kindern und Frauen.

## Werdegang
Paulus absolvierte eine Lehre als Großhandelskaufmann. 1963 trat er in den Polizeidienst ein. Seine Ausbildung absolvierte er bei der Bereitschaftspolizei in Göppingen und Lahr. Danach war er in Freiburg im Einsatz. 1970 wechselte er zur Kriminalpolizei, Dezernat Sexualdelikte und Rotlichtkriminalität nach Ulm. 1975 wurde Paulus Leiter des Deliktsbereichs Sexualstraftaten, später Leiter einer Kriminalinspektion. Insgesamt war Paulus über 25 Jahre zuständig für Rotlichtkriminalität, Menschenhandel und der damit verbundenen Zuhälterei.
Im Zuge seiner Diensttätigkeit führte Paulus Ermittlungen in Thailand durch. Zudem ermittelte er für zahlreiche Verfahren in Osteuropa. Im Auftrag der Europäischen Kommission begann er über die Ursachen und die Bedingungen des Kindes- und Frauenhandels 2000/2001 in Weißrussland zu forschen. 2003 wurde er als Erster Kriminalhauptkommissar pensioniert.
Paulus widmet sich seit 2000 verschiedenen Präventionsprogrammen in Deutschland und Osteuropa wie z. B. der Hanns-Seidel-Stiftung, der Friedrich-Ebert-Stiftung, ECPAT, Soroptimist International.
Er war  Referent zum Thema Rotlichtkriminalität sowie zum Thema Menschenhandel und Zwangsprostitution bei internationalen Kongressen in der Ukraine, Moldawien, Bulgarien, Rumänien, Albanien, Ungarn. Er steht in einem regen Austausch mit Kriminalmilizen, NGOs und politisch Verantwortlichen der genannten Länder. Paulus weist immer wieder auf die Parallelstrukturen des Rotlichtmileus hin:

„Und sie alle sind den ungeschriebenen Gesetzen des Milieus verpflichtet. Diese Milieugesetze sind von größter Bedeutung. In der Parallelgesellschaft Rotlichtmilieu finden die Spielregeln und Normen der Allgemeinheit und ihre Gerichtsbarkeit keine Anerkennung. Das Milieu hat eigene Wertvorstellungen, eigene Spielregeln, eigene Gesetze. Es hat eigene Ermittler, eigene Richter und wenn erforderlich auch eigene Henker. Der Verrat ist nach diesen Milieugesetzen die schlimmste und am härtesten zu ahndende Verfehlung. Und Verrat ist alles, was dem Milieu und seinen Mächtigen Schaden zufügen könnte oder schadet.“

Gemeinsam mit ihm hat der SOROPTIMIST Club Aalen/Ostwürttemberg ein Programm für Schulen entwickelt, das sowohl auf Informations- und Aufklärungsarbeit über Menschenhandel als auch verstärkt auf Prävention setzt. Dazu reist er mehrmals im Jahr in Rekrutierungsländer in Ost- und Südosteuropa. Im Zuge der Debatte zur Novellierung des Prostituiertenschutzgesetzes wurde Paulus von der CDU-Bundestagsfraktion mehrfach als Berater angefragt.

## Veröffentlichungen
- mit Adolf Gallwitz: Grünkram. Die Kinder-Sex-Mafia in Deutschland. Verlag Deutsche Polizeiliteratur, Hilden März 1998, ISBN 978-3-8011-0360-6.
- mit Adolf Gallwitz: Die Kindersex-Mafia in Deutschland. Ullstein, Berlin 1999, ISBN 978-3-548-35811-6.
- Frauenhandel und Zwangsprostitution: Tatort: Europa. Verlag Deutsche Polizeiliteratur, Hilden 2003, ISBN 978-3-8011-0487-0.
- Organisierte Kriminalität Menschenhandel. Klemm & Oelschläger, Ulm 2014, ISBN 978-3-86281-070-3
- Im Schatten des Rotlichts. Klemm & Oelschläger, Ulm 2016, ISBN 978-3-86281-092-5.
- Menschenhandel und Sexsklaverei. Organisierte Kriminalität im Rotlichtmilieu. Promedia, Wien 2020, ISBN 978-3-85371-467-6.
- Verkaufte Menschen. Roma in der Prostitution. Promedia, Wien 2024, ISBN 978-3-85371-527-7.